# خفج أهلب
خفج أهلب (الاسم العلمي: Diplotaxis hirsuta) هو نوع من النباتات تتبع جنس الخفج من الفصيلة الكرنبية.